# 温州历史
温州历史悠久，古代称瓯越。温州历史上以造纸、造船、鞋革、绣品、漆器著称，亦是中国青瓷的发源地之一。北宋时成为当时的港口重镇，被朝廷辟为对外贸易口岸，南宋时海上贸易尤其发达，是四大海港之一，至今仍为浙南、闽北货物进出的咽喉。晋人郭璞在《山海经》中描述温州的地形为“瓯居海中”，这是有关“瓯”的最早文字记载之一。據晚清学者孙诒让考证，夏为瓯，殷为沤，周为欧，因世异字，故“瓯”从夏始。

## 史前
- 温州有人类活动的历史悠久，2002年出土的“老鼠山遗址”表明，5000年之前，温州地区就已经有古人类居住[2]。

## 先秦
- 约公元前2500年（新石器时代晚期），在今温州境内已发现新石器时代文化遗址100余处，出土有石犁、石镰、石斧、石锛、石刀、石凿、石镞、石网坠、石矛及纺轮等劳动工具。尚有夹炭陶片和夹粗沙陶片。先民从事渔猎和耕作。

- 前472年－前138年，周元王四年（公元前472年），越王勾践灭吴后，开始分封子弟为公侯，东瓯公被封在东瓯越地，建东瓯国，大致在今日浙东南的温州市和台州温岭一带。东瓯，现在仍是浙江省温州市的古称。
- 前333年（楚威王七年），楚威王破越国，杀越王无疆。部分越族迁往东瓯定居。

## 秦漢
- 前221年秦始皇统一六国后，设置闽中郡。
- 前192年（西汉惠帝三年）惠帝刘盈立驺摇为东海王，都东瓯，俗稱东瓯王。
- 138年（东汉顺帝永和三年）分章安之东瓯乡置永宁县，西犹兼处州地，户不满万。县始于瓯江北岸。是为温州建县之始。
- 323年（东晋明帝太宁元年），析临海郡温峤岭以南地区置永嘉郡，治所设于永宁，辖永宁，安固、横阳、松阳四县。建郡城于瓯江南岸，相传有白鹿衔花而过，故后名鹿城。是为永嘉建郡之始。

## 漢後至五代
- 422年（南朝宁武帝永初三年）谢灵运贬宁永嘉，遍历诸县，多有题咏，成为山水诗鼻祖。前此数年，郑缉之撰《永嘉群记》，是温州最早的地主志，今存孙诒让辑本一卷。
- 589年（隋文帝开皇九年）永宁、安固、横阳、乐成四县合并，称永嘉县，属处州。后三年，处州改名为括州。州治设于括苍（今丽水市）。
- 607年（隋炀帝大业三年）改括州为永嘉郡，郡治仍于括苍。辖永嘉、括苍、松阳、临海四县，计10542户。
- 621年（唐高祖武德四年）改永嘉郡为括州。次年，析括州之永嘉县置东嘉州，辖永宁、安固、乐成、横阳四县。（今一些网友为了避政府嫌，在论坛里称温州为东州）
- 624年（唐武德七年）乐成并入永宁，称永嘉县。唐高宗上元二年改置州，因气候温暖，"虽隆冬而恒燠"，故名温州。
- 724年（唐玄宗天宝元年）改温州为永嘉郡，辖四县，共计42814户，241690口。
- 758年（唐肃宗乾元元年）复改永嘉郡为温州。是年，以李胥为监盐官。
- 914年（五代后梁末帝乾代四年）横阳改名为平阳县。

## 宋元明
- 997年（北宋太宗至道三年）温州复升为州，属两浙路，领永嘉、乐清、平阳、瑞安四县。1127年（北宋钦宗靖康二年）温州所产蠲纸，始于唐代，洁白坚滑，在北宋时列为贡品。另有漆器以精美著称，至南宋时，称“天下第一”。
- 1265年（南宋度宗咸淳元年）8月，升温州为瑞安府。
- 1368年（明太祖洪武元年）温州改路为府，辖永嘉、乐清、瑞安、平阳四县。
- 1369年（明洪武二年）设温州卫，下辖前、后、左、右、中五个千户所。

## 清朝
- 1661年（清顺治十八年）3月，清廷为断绝沿海人民与郑成功联系，下迁界令：乐清移治大荆；永嘉弃茅竹岭以东地，瑞安离海5里为界；平阳内迁10界。鱼盐之利尽失，海外贸易中断。
- 1670年（清圣祖康熙九年）浙江省下设温处道，辖温州、处州两府。
- 1685年（清康熙二十四年）10月，置浙海关于宁波，下设温州、瑞安、平阳等15个海关分口。温州分口下设状元桥、宁村、黄华、蒲岐四个旁口。1728年（清世宗雍正六年）设置玉环厅，洞头列岛属之。至此，温州府隶五县一厅。

## 近现代
- 1840年（清道光二十年）6月，鸦片战争爆发。7月5日，英军侵入定海，温州告急。
- 1872年（清同治十一年）是年，先后有广济、普济、海晏等轮航行温州、上海间。瑞安许启畴、陈虬等创办心兰书社，为温州最早的图书馆。温州镇总兵刘祥胜

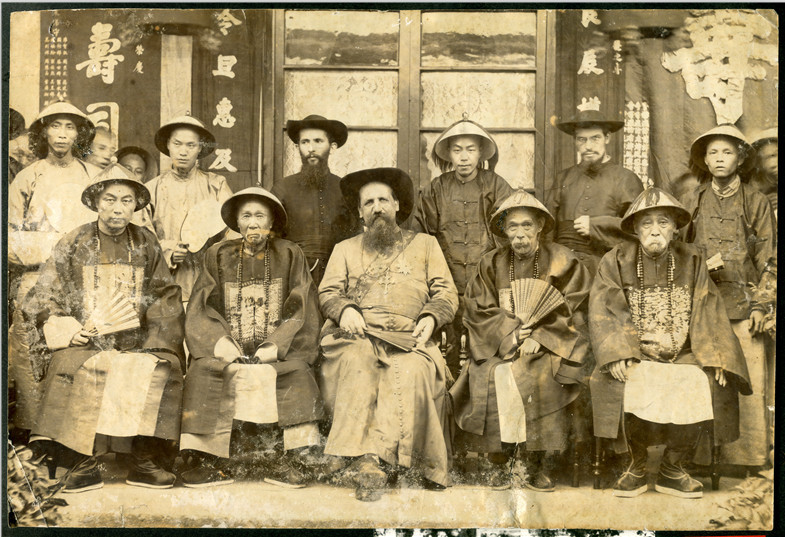
温州镇总兵刘祥胜

- 1876年（清光绪二年）9月13日，签订中英烟台条约，辟温州通商口岸。
- 1884年（清光绪十年）10月4日，温州民众在泽雅人柴岩荣带领下，焚烧城西、周宅祠巷等处教堂，并捣毁英税务司住所。
- 1896年（清光绪二十二年）2月，孙诒让、黄绍箕等创办瑞安算学书院，定名瑞安学计馆。
- 1906年（清光绪三十二年）孙诒让倡办温州师范学堂。永瑞轮船公司开办，备有小火轮航行于温瑞塘河。
- 1908年（清光绪三十四年）6月21日，孙诒让逝世。是年，大清银行和四明商业储蓄银行在温州设立分号。
- 1911年（清宣统三年）武昌起义后，中華民國建立，11月29日，温州组成军政分府，徐定超任临时都督。
- 1912年2月撤道廢府，1914年6月依原溫處道轄區置甌海道，道尹公署設於府學。
- 1914年6月置瓯海道，辖温州、处州二府，道尹公署驻永嘉县，属浙江省。
- 1919年6月，溫州學生響應五四運動，出版《救国講演周刊》，抵制日貨，查禁漏海。
- 1924年12月，中共溫州獨立支部成立，接受上海的黨中央直接領導。
- 1930年5月，中國工農紅軍第十三軍軍部在永嘉五□建第十縣政督察區，專員辦事處設於舊道臺衙署。
- 1932年 建立行政督察区。温州区初称浙江省第十县政督察区，督察专员办事处驻永嘉县。后数度更名，称第四特区、第三 特区、永嘉行政督察区、第八行政督察区。
- 1935年9月，紅軍挺進師轉戰浙南，成立中共閩浙邊臨時省委。
- 1941年4月，中共浙江省委從平陽遷入溫州地區，次年2月8日省委書記劉英在溫被捕。
- 抗戰期間，日本侵略軍曾經三度攻占溫州，第一次為1941年4月19日至5月1日，第二次為1942年7月11日至8月15日，第三次為1944年9月8日至1945年6月17日。
- 1948年4月，改称第五行政督察区。

## 當代
- 1949年5月7日解放軍葉芳部进驻溫州，建立温州市军事管制委员会；[3]8月26日成立第五专区，并设温州市。中共建政后，第五专区改称温州区专员公署。其后，名称和辖县有所变动。
- 1949年10月8日，解放军二十一军六十三师佔領大门岛及洞头列岛。
- 1950年7月6日，中华民国国军江浙人民反共救国军总指挥吕渭祥率2000多官兵进攻洞头，由于实力悬殊，解放军撤离洞头，1952年1月15日，洞头全境易手。
- 1955年一江山岛战役后，中华民国国军撤出浙南岛屿，浙江全境易手。中華民國政府失去在浙江的全部領土。
- 1981年9月温州地区和温州市合并建立温州市，实行市管县体制。
- 1984年溫州被闢為中華人民共和國沿海開放城市。
- 2009年海峡西岸经济区的开发，为温州带来了新的发展机会。溫州與福州、泉州、廈門、汕頭被定為海西經濟區五大龍頭城市。
- 2016年5月，经国务院批复，温州正式成为国家历史文化名城。[4]